# Oh Yeah! (canción)
«Oh Yeah!» es una canción de la banda de punk rock norteamericana Green Day. Se lanzó como el segundo sencillo de su álbum de estudio  Father of All Motherfuckers, el 16 de enero de 2020. Los miembros de la banda Billie Joe Armstrong, Tré Cool y Mike Dirnt coescribieron la canción, la cual muestra la versión de Joan Jett de «Do You Wanna Touch Me».

## Antecedentes y composición
«Oh Yeah!» originalmente se tituló «Bulletproof Backpack», pero se cambió en algún momento del proceso de producción para asociarlo más estrechamente con el tema «Do You Wanna Touch Me», que la canción hace referencia en su coro. Esto representa la primera vez que la banda ha probado el trabajo de otro artista. Los escritores de «Do You Wanna Touch Me», Gary Glitter y Mike Leander, reciben créditos de escritura en la pista. La banda describió a Glitter como un "imbécil total" debido a sus condenas por abuso sexual y se comprometió a donar las regalías de la pista a International Justice Mission y Rape, Abuse & Incest National Network. La letra de «Oh Yeah!» aborda la cultura de las celebridades y la polarización de la sociedad moderna.
La canción ha sido descrita como power pop por Ultimate Classic Rock, glam rock por Associated Press, y synth-pop por Louder Sound.

## Vídeo musical
Un video musical dirigido por Malia James se estrenó el 16 de enero de 2020. El clip comienza con el baterista Tré Cool filmando un tutorial sobre cómo tocar la canción. Se muestra un conductor viendo este video mientras la cámara se aleja del tutorial y, como resultado, golpea rápidamente al cantante principal Billie Joe Armstrong en el estacionamiento de una tienda de comestibles. Este incidente es filmado por un fanático cercano y se vuelve viral. Mientras Armstrong aparece en múltiples ocasiones a lo largo del video, Mike Dirnt y Tré Cool tienen apariciones recurrentes como un guardia de seguridad (que reconoce a Armstrong) y un reportero de noticias respectivamente. Durante el resto del video, varias personas se toman fotografía y son absorbidos por sus teléfonos. El estatus de celebridad y la obsesión de las redes sociales son dos temas en el video identificado por los críticos.

## Posicionamiento en listas
| Listas (2020)                   | Mejor posición |
| ------------------------------- | -------------- |
| Canadá (Canada Rock)            | 1              |
| Estados Unidos (Hot Rock Songs) | 3              |
| Estados Unidos (Rock Airplay)   | 2              |

## Historial de lanzamiento
| País           | Fecha               | Formato                     | Discográfica | Ref    |
| -------------- | ------------------- | --------------------------- | ------------ | ------ |
| Varios         | 16 de enero de 2020 | Descarga digital, Streaming | Reprise      | [ 12 ] |
| Estados Unidos | 28 de enero de 2020 | Active rock                 | Warner       | [ 16 ] |
| Estados Unidos | 28 de enero de 2020 | Modern rock                 | Warner       | [ 17 ] |